# Hult (naturreservat)
Hult är ett kommunalt naturreservat i Kumla kommun i Örebro län.
Området är naturskyddat sedan 2007 och är 6 hektar stort. Reservatet består av ett lövskogsområde på tidigare ängs- och betesmarker. Inom reservatet finns även Sankt Olofs kapell.